# Снегурочка (сказка)
Снегурочка (Снегурка, Снежевиночка, Снегурушка) — сюжет русских, украинских и белорусских народных социально-бытовых сказок о слепленной из снега ожившей девочке.

## Публикация
Образ Снегурочки не зафиксирован в славянском народном обряде, но присутствует в народном фольклоре. В русском фольклоре Снегурочка является персонажем народной сказки о сделанной из снега девочке Снегурке (Снежевиночке), которая ожила.
Сюжет впервые был опубликован в 1840 году М.А. Максимовичем в альманахе «Киевлянин». Он отмечал:  «Снегурка есть самородное произведение Северноруской народной фантазии. Сказку об ней я слышал в Москве, и пересказал ее моим читателям, не прибавив ничего к ея содержанию и сохранив многия выражения подлинника, сколько мог их припомнить».
В 1869 году А. Н. Афанасьев во втором томе его труда «Поэтические воззрения славян на природу» отмечал: «Снегурка названа так потому, что родилась из снега».

## Сюжеты
В сравнительном указателе сюжетов имеет № 703* и краткое описание: старик и старуха лепят куклу из снега; она оживает; летом девушка идет с подругами в лес и тает.
Известны сказки, где Снегурочка не тает, а её убивают, и на могиле вырастает тростник, из которого делают дудку. Дудка и раскрывает убийц, а из разбитой трубки появляется ожившая внучка. Данные варианты перекликаются с сюжетом № 780 «Чудесная дудочка».

Жил-был крестьянин Иван, жену его звали Марья; жили они в любви и согласии, состарились, а детей у них все не было; сильно они о том сокрушались! Вот наступила зима, молодого снегу выпало много… Вышли они из хаты и принялись лепить куклу. Смотрит Иван — зашевелила Снегурка, точно живая, и ручками, и ножками, и головкою. «Ах, Иван! — вскрикнула Марья от радости, — да ведь это Господь нам дитя дает!»
 В этом, как и в ряде других вариантов пересказа, в конце сказки Снегурочка тает.
Иное развитие сюжета имеет сказка, записанная Э. В. Померанцевой в 1948 году в селе Ахлыстино (сказительница Е. И. Кононова), в которой девочка, слепленная Стариком и Старухой из снега, зовётся Снегурушка (так же называется и сказка). Девочки-соседки отправляются со Снегурушкой в лес, собирать ягоды, где они из зависти убивают Снегурушку, закапывают под кустом и пристёгивают прутиком, а Старику и Старухе говорят, что Снегурушка потерялась в лесу. Прутик с могилы Снегурушки, по просьбе своего сына, срезает Купец и делает из него дудочку, которая, когда на ней кто-нибудь играет, поёт:

Дяденька [Маменька/Батюшка], помаленьку,

Свет родной [родная], потихоньку!

Две меня подружки убили,

Под кустиком схоронили,

Чашечку раскололи,

Ягодки разделили,

Шанежкой помянули,

Прутиком пристегнули!
Когда дудочка попадает в руки одной из «подружек», та отказывается на ней играть и бросает её на землю, дудочка разбивается и из неё появляется живая Снегурушка. «Подружек» же отправляют «в лес зверям на съеденье».
В сказке «Снегурушка и лиса» (сюжет *171) героиня в лесу теряет дорогу. Медведь и волк предлагают отвести её домой, она отказывается от услуг медведя и волка, принимает услуги лисы; лиса приводит её домой. В благодарность лисе дают мешок с курицей и собакой. Испугавшись собаки, лиса убегает в лес. В другом варианте
Снегурушка, заблудившись в лесу, набредает на дом Бабы-Яги. Девочку спасают от Бабы-яги и увозят быки.

## В литературе
Сюжет сказки активно задействован в русской литературе.
М. В. Елкина прослеживает вариант 703* у В. И. Даля, А. Н. Островского, Ф. К. Сологуба, А. М. Ремизова, В. В. Хлебникова, В. А. Каверина, А. Г. Алексина, К. Булычёва, С. А. Иванова, М. М. Бартенева.